# トマス・ハンフリー・マーシャル
トマス・ハンフリー・マーシャル（Thomas Humphrey Marshall、1893年 - 1981年）は、イギリスの社会学者。シティズンシップ（市民権）研究、社会政策、福祉国家論が専門。
ロンドン生まれ。ケンブリッジ大学で経済学やヨーロッパ中世史を学ぶ。第一次大戦中ドイツ軍の捕虜となり収容所で過ごす。1929年、レオナルド・ホブハウスの後任としてロンドン・スクール・オブ・エコノミクスの社会学教授となる。

## 業績
マーシャルは、1950年に発表した論文「シティズンシップと社会階級」で、18世紀から20世紀にかけて市民的権利から政治的権利、さらに社会的権利へとシティズンシップが発展していった過程を考察した。このようにシティズンシップを三区分することによって、マーシャルは社会権という概念を導入した。

## 著作
- Citizenship and social class: and other essays, Cambridge University Press, 1950.
  - Citizenship and social class, T. H. Marshall and Tom Bottomore, Pluto Press, 1992.
  - 『シティズンシップと社会的階級―近現代を総括するマニフェスト』、岩崎信彦・中村健吾訳、法律文化社、1993年。
- Sociology at the crossroads and other essays, Heinemann, 1963. 
  - 『社会学・社会福祉学論集―「市民資格と社会的階級」他』、岡田藤太郎・森定玲子訳、相川書房、1998年。
- Class, citizenship, and social development, University of Chicago Press, 1963.
- Social policy, Hutchinson, 1965.
  - 『社会政策―20世紀英国における』、岡田藤太郎訳、相川書房、1981年。
- The right to welfare: and other essays, Heinemann Educational, 1981.
  - 『福祉国家・福祉社会の基礎理論―「福祉に対する権利」他論集』、岡田藤太郎訳、相川書房、1989年。

### 編著
- The population problem: the experts and the public, T. H. Marshall, et. al.. Allen & Unwin, 1938.
- Class conflict and social stratification, edited by T.H. Marshall, Le Play House, 1938.